# Юрков, Владимир Николаевич
Влади́мир Никола́евич Юрко́в (26 января 1936, Москва — 20 апреля 2002, там же) — советский и российский шахматист, мастер спорта СССР (1962), заслуженный тренер СССР (1984).
Неоднократный участник чемпионатов Москвы, лучшие результаты — 5-6-е место (1966). В чемпионате ЦС ДСО «Труд» (1970) — 2-е место. 
Достиг успехов на тренерской работе. Среди воспитанников — гроссмейстеры Александр Морозевич, Юрий Балашов, Юрий Разуваев, Андрей Соколов, Евгений Романов и другие. Продолжительное время работал с Аллой Кушнир, был её тренером и секундантом на трёх матчах за звание чемпионки мира против Ноны Гаприндашвили (1965, 1969 и 1972).
Скончался 20 апреля 2002 года в Москве.